# 崔致远纪念馆

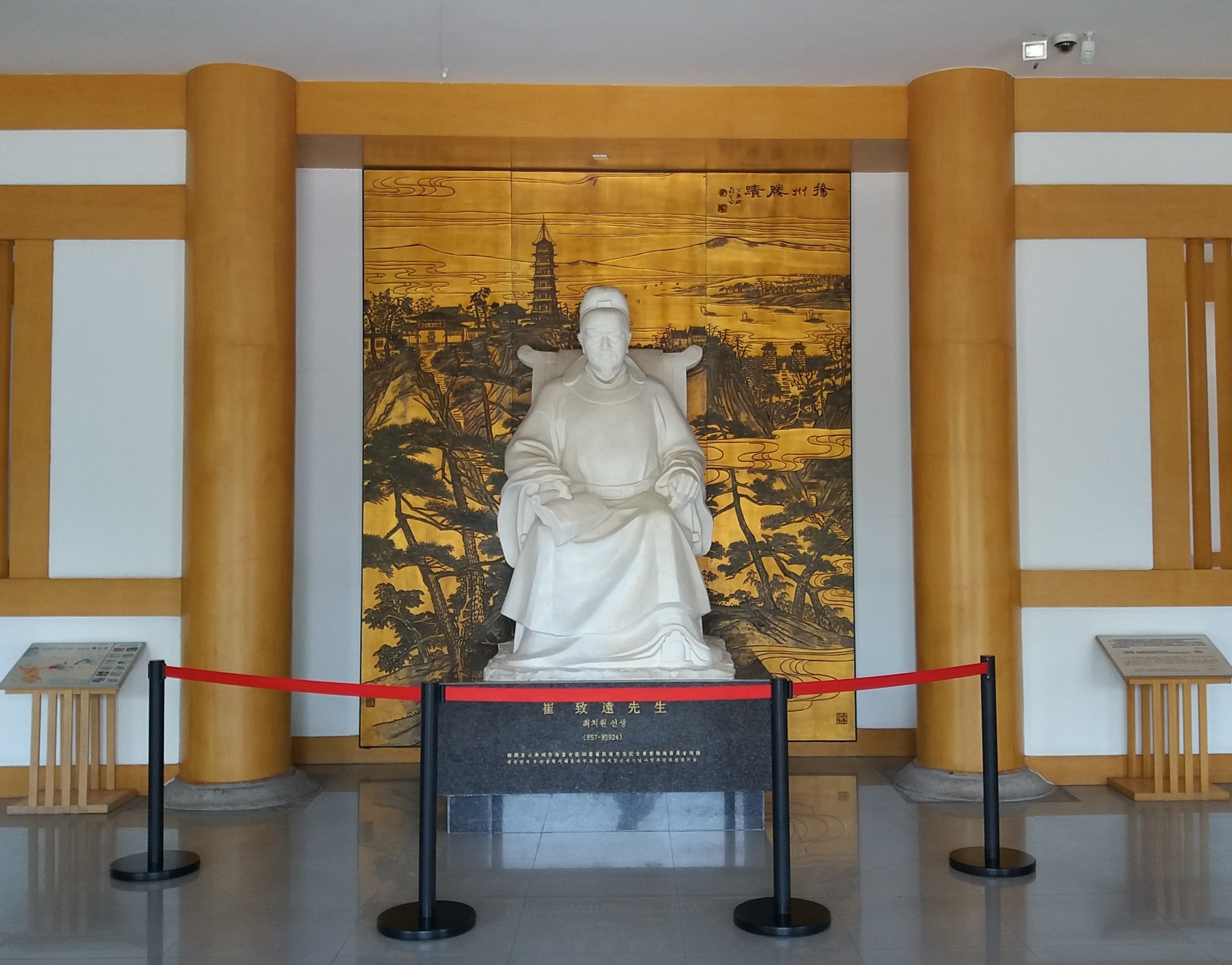
崔致远纪念堂入口的崔致远汉白玉塑像

崔致远纪念馆位于中国江苏省扬州市，为纪念曾在扬州为官的新罗文人崔致远而建，是中华人民共和国外交部批准兴建的中国大陆首座外国名人纪念馆。纪念馆总建设费用约人民幣2000多万元，一期工程于2007年10月15日竣工开馆。
崔致远纪念馆选址于扬州唐衙城遗址西南角，与扬州唐城遗址博物馆相邻。唐衙城是唐淮南节度使衙署所在地，崔致远曾在此供职、经行，他的代表作《桂苑笔耕集》也是在此编撰而成。

## 历史

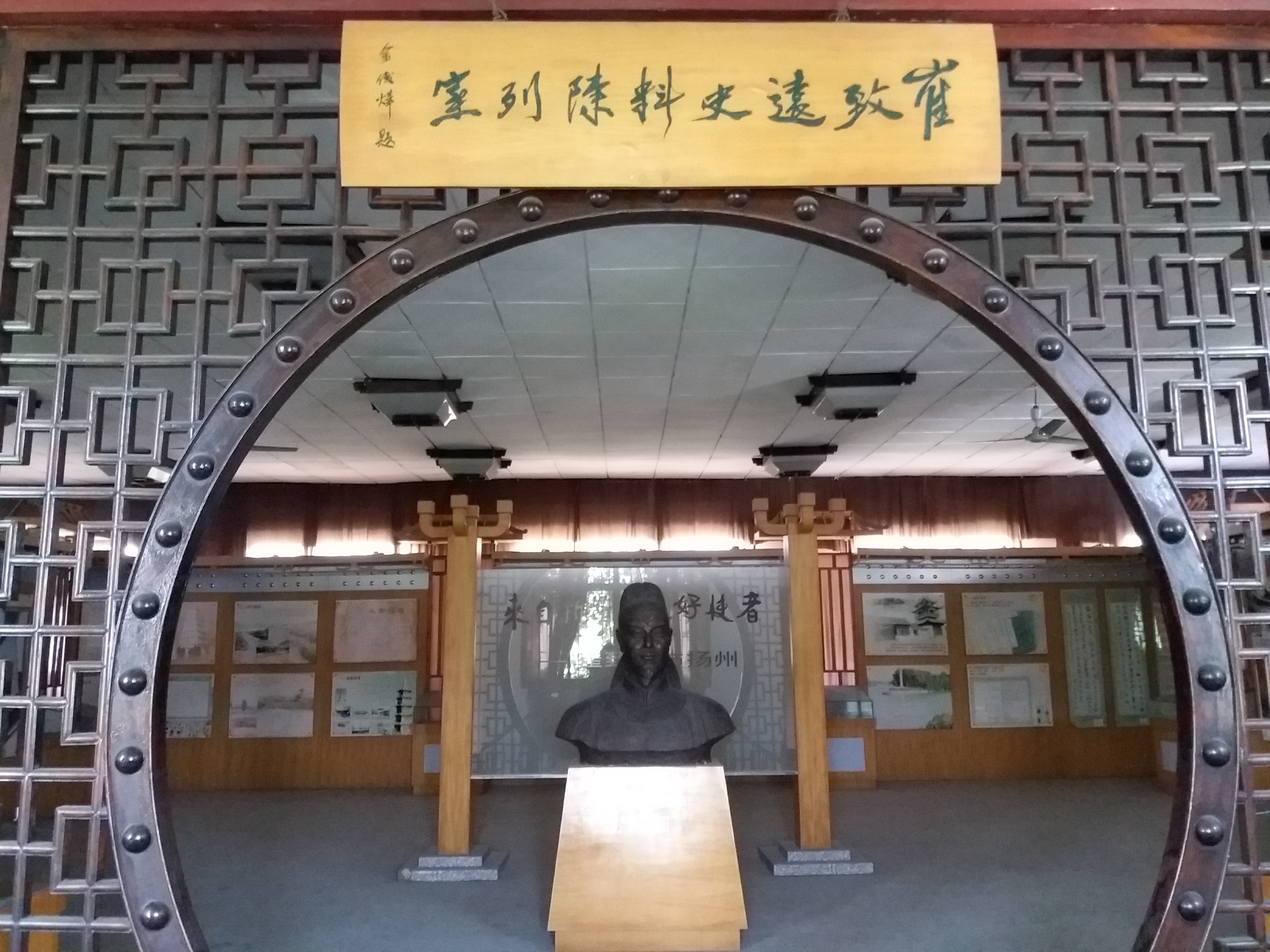
延和阁二层原崔致远史料陈列展入口

崔致远纪念馆由扬州唐城遗址博物馆馆长兼党支部书记、江苏省博物馆学会理事、扬州名城研究会理事董学芳先生于2000年首先建议兴建。2001年，扬州唐城遗址博物馆在“延和阁”举办了“来自新罗的友好使者—崔致远与扬州”史料陈列，并在崔致远供职和生活的故址，以及宋高丽馆遗址、高丽青瓷出土处等有关中韩关系的故址刻立了遗迹碑。延和阁建于1980年，沿用唐末淮南节度使高骈所建“延和阁”之名，崔致远曾著《谢示延和阁记碑状》一文以记述此事。史料陈列由“开放的唐王朝”、“入唐求学”、“淮南从职”、“衣锦荣归”四部分构成，全面介绍了崔致远的思想、文学、艺术、诗篇及其在唐朝与扬州的业绩。韩国社会科学院理事长金俊烨为崔致远史料陈列馆题写了馆名。扬州市人民政府、扬州大学和韩国成均馆大学共同主办了中韩崔致远学术研讨会。扬州大学建立了“崔致远暨中韩关系研究中心”。之后，扬州与韩国文化交流日趋频繁。
由于是建设外国名人纪念馆，建设方案需提交中国外交部审批。经过逐级汇报后，江苏省外事办公室、外交部派出专门考察组进行实地考察、论证。2005年10月，外交部批准同意扬州建立崔致远纪念馆。2006年10月，纪念馆一期工程作为扬州2007年重点建设工程开始建设。2007年4月，中国国务院总理温家宝在访韩期间说“新罗文学家崔致远长期在中国扬州生活和工作，留下了著名的《桂苑笔耕》文集”；同年10月15日，崔致远纪念馆一期工程竣工开放。

## 建筑

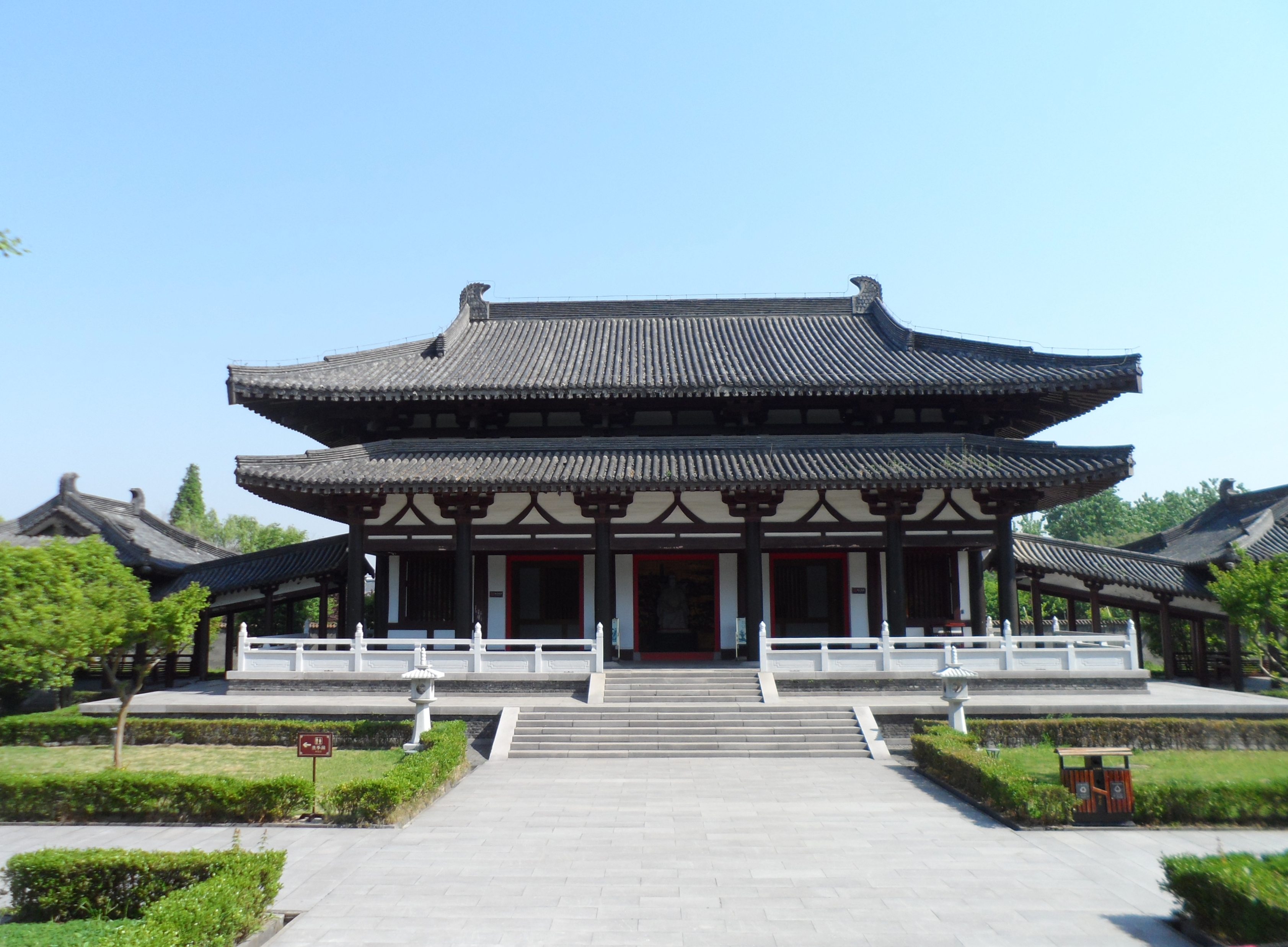
崔致远纪念堂

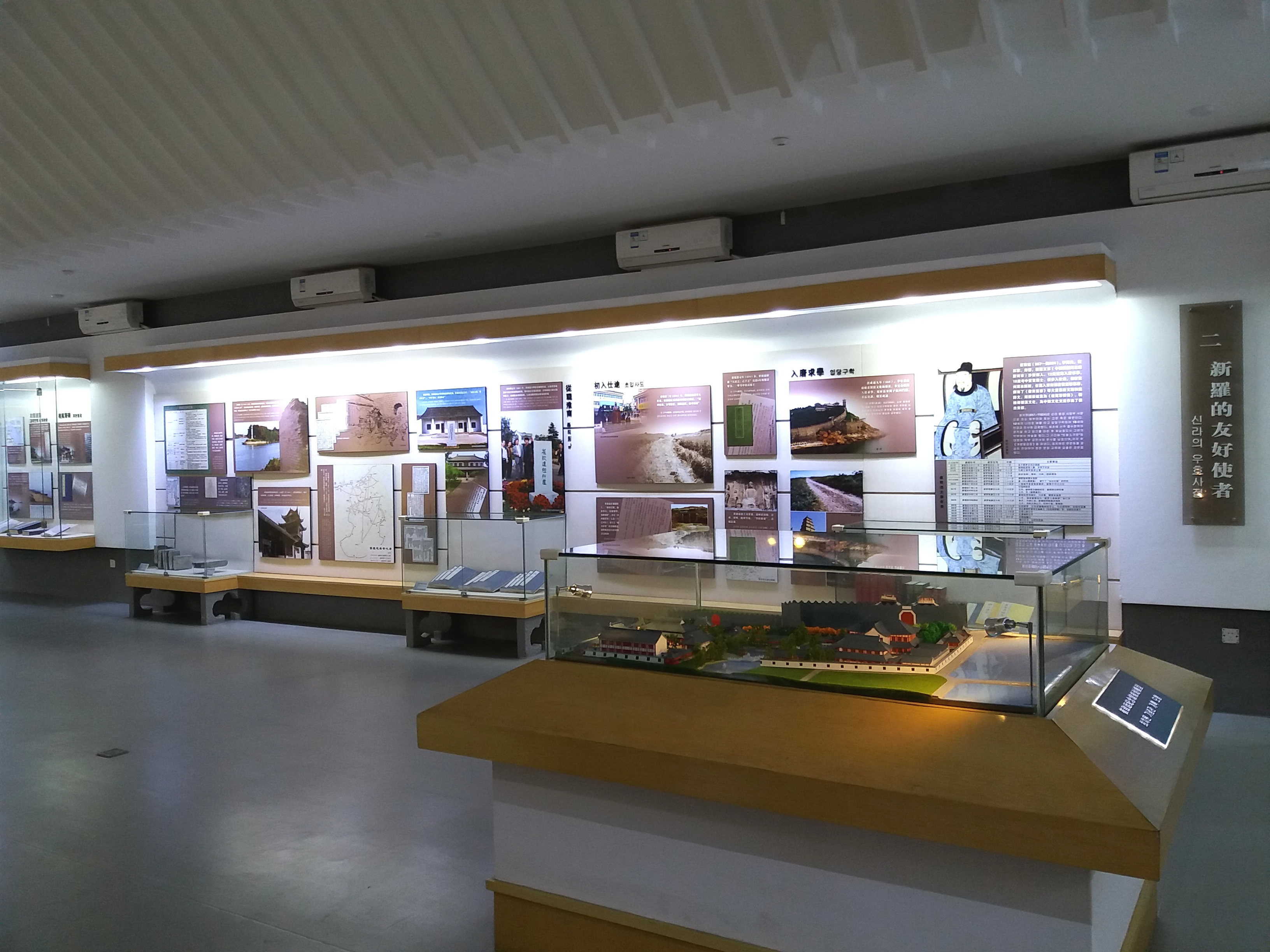
崔致远纪念堂二层展厅

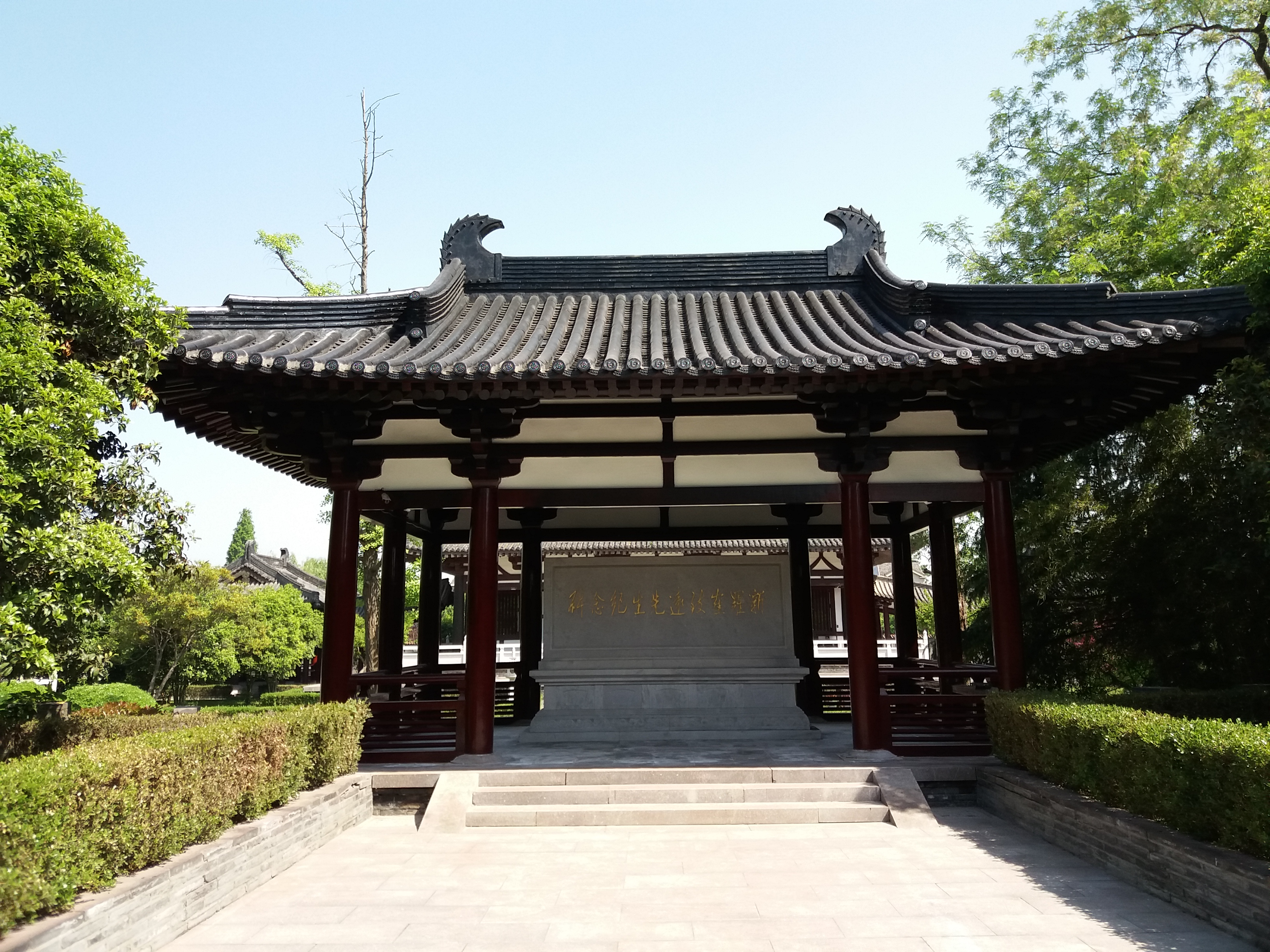
崔致远纪念碑亭

崔致远纪念馆占地18.579亩，由纪念堂、纪念碑亭、中韩友谊碑亭及回廊、研究中心等部分组成。纪念碑亭中竖有刻着“新罗崔致远先生纪念碑”的石碑。纪念堂一楼塑有崔致远的汉白玉雕像，由韩国釜山“崔致远先生纪念事业推进委员会”赠送。纪念堂内悬挂着“庆州故土”、“西望长安”、“扬州胜迹”三幅反映崔致远重要历程的大型传统工艺壁画。纪念堂二楼是“中韩合作大有可为—中韩友好交往特展”陈列展览，分为“源远流长的中韩友谊”、“中韩友好交往的新纪元”两部分。纪念馆由扬州市建筑设计研究院设计，采用宏伟雄浑的唐式建筑，与古唐城遗址、“桂苑”园林的形式、风格上相融合。
扬州唐城古遗址内淮南节度使衙署遗址、经行处等崔致远供职和生活的故址立有遗迹碑，碑文由著名史学、书法家撰写。宋高丽馆遗址、高丽青瓷出土处等有关中韩关系的故址也刻立了中韩交往遗迹碑。

## 影响
崔致远纪念馆的修建极大推动了扬州与韩国的文化经济交流，大批韩国游客来扬州旅游。2006年，韩国前总理、新村运动中央会会长李寿成和21世纪韩中交流协会会长金汉圭率领韩国考察团到访扬州。扬州也成为韩资的投资热地。

## 参考文献

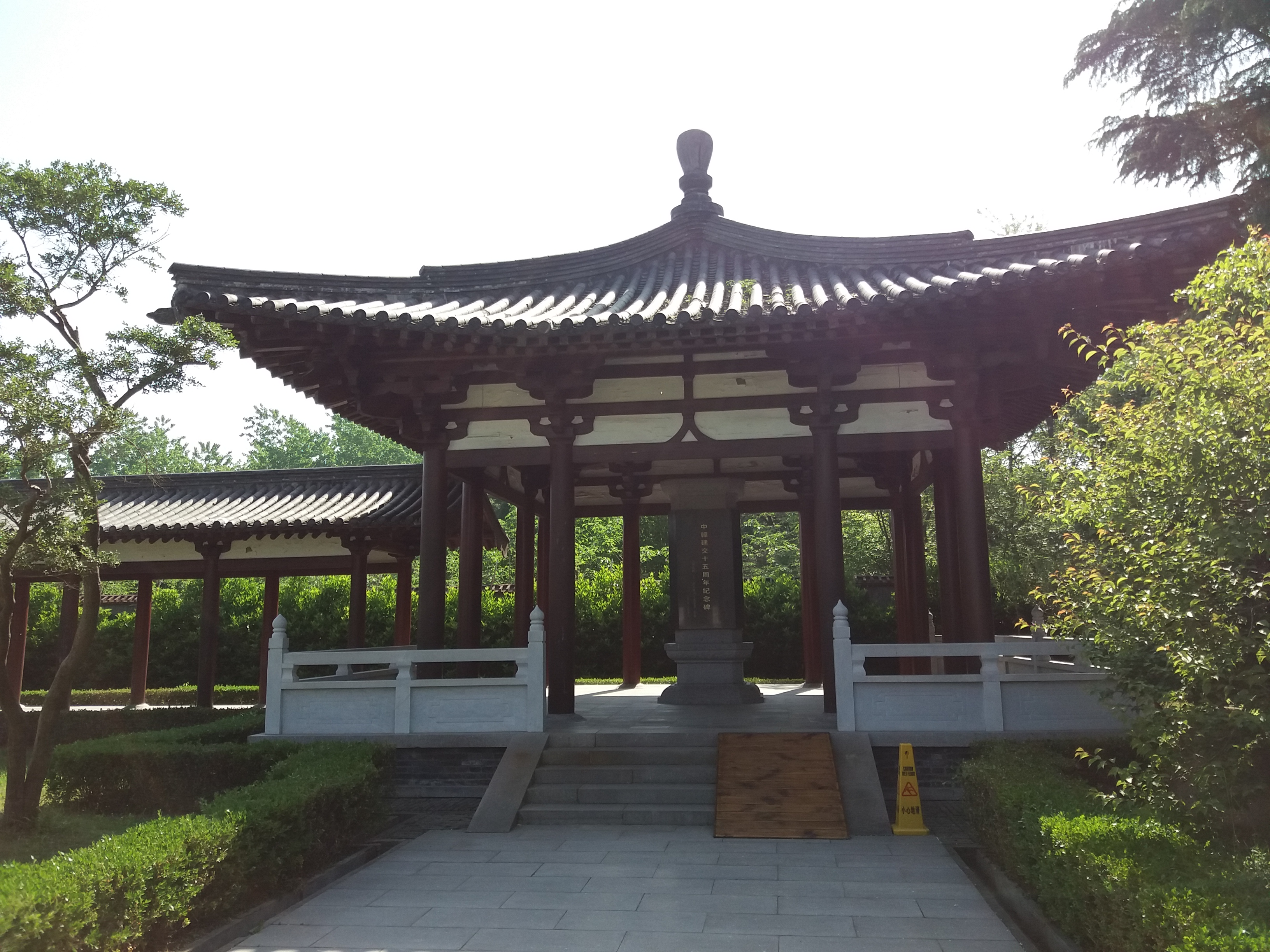
中韩友谊碑亭